# Font de la Torre (la Torre d'Eroles)
La Font de la Torre és una surgència d'aigua del terme d'Abella de la Conca, al Pallars Jussà, en terres de l'antic poble de la Torre d'Eroles.
Està situada a 1.150 m d'altitud, al nord de la Torre d'Eroles, a la dreta del barranc de la Torre just dessota -nord-est- de les cases de la Torre d'Eroles, al capdavall de la Costa de la Font. És a 15 metres al nord del lloc on la Pista de la Torre travessa el barranc de la Torre.

## Etimologia
Es tracta d'un topònim romànic descriptiu: és la font que es troba prop de la Torre d'Eroles, antic poble al qual subministrava l'aigua.